# Apagones de Cuba de 2024
Los apagones de Cuba de 2024 fueron una series de interrupciones al suministro eléctrico en todo el país, que iniciaron a principios de 2024 y que siguieron afectando a todo el territorio nacional, los apagones son consecuencia del deterioro del sistema eléctrico cubano y la escasez de combustible.

## Cronología

### Febrero
Partes de Cuba experimentaron apagones a partir del 8 de febrero de 2024. El 13 de febrero, el 85% del país se vio afectado por cortes de energía.

### Marzo
En marzo de 2024, experimentó cortes de energía a gran escala, en medio de una crisis económica que afecta al país. Los apagones, que alcanzaron su punto máximo el 17 de marzo y normalmente duraban hasta 18 horas al día, se debieron a las frecuentes averías de la Central Termoeléctrica Antonio Guiteras, el mayor proveedor de electricidad de la isla, y a la falta de envíos de combustible desde la central cubana y sus aliados Rusia y Venezuela.  Los problemas de infraestructura dentro del país también fueron citados como uno de los factores clave de los apagones de marzo.

### Octubre
El 5 de octubre de 2024, el servicio eléctrico experimentó interrupciones. Al día siguiente, un déficit de 1.045 gigavatios en la producción de energía del país provocó que aproximadamente un tercio de su población se quedara sin electricidad. El 17 de octubre de 2024, un apagón dejó aproximadamente a la mitad de Cuba sin electricidad, lo que llevó al gobierno de Cuba a anunciar medidas de ahorro de energía.
Un apagón total a nivel nacional comenzó alrededor de las 11:00 hora local del 18 de octubre, luego de que la Central Eléctrica Antonio Guiteras en Matanzas, la más grande del país, quedara fuera de servicio, lo que resultó en la pérdida de 1,64 gigavatios en las horas pico, equivalente a la mitad la demanda total de los consumidores. La energía se restableció parcialmente durante un breve período antes de volver a cortarse por completo el 20 de octubre.
El 21 de octubre, los medios estatales afirmaron que se había restablecido la electricidad al 50% de los clientes en La Habana, mientras que el 70,89% de la población a nivel nacional había sido restablecida el 22 de octubre.  El 23 de octubre todavía se informaron algunas interrupciones en el servicio; sin embargo, se informó que el suministro eléctrico se restableció en toda la isla al día siguiente, según la Oficina de Turismo de Cuba.

## Efectos
Todos los servicios públicos no esenciales se suspendieron a partir del 17 de octubre y permanecerían cerrados junto con las escuelas hasta el 23 de octubre. Se interrumpió la difusión de información relacionada con el Huracán Oscar, que tocó tierra cerca de Baracoa el 20 de octubre.
Se cancelaron las celebraciones gubernamentales del Día de la Cultura Cubana previstas del 21 al 23 de octubre, en un esfuerzo por reducir la tensión en la red eléctrica. El presidente Miguel Díaz-Canel también canceló su asistencia a la XVI cumbre de los BRICS en Rusia para atender el apagón.